# 國際手語日
國際手語日是通過聯合國大會的決議草案而設立的國際性日子，目的在於推廣手語，第一屆為2018年，而日期為每年的9月23日。

## 決議草案

### 提交
最初是由世界聾人聯合會透過各會員所屬國家的駐聯合國代表團向聯合國大會第三委員會提交決議草案，初次決議草案「A/C.3/72/L.36」是由成員國安提瓜和巴布達、澳大利亞、貝里斯以及日本於2017年10月30日向第三委員會提交；而後於同年11月14日再提交訂正決議草案「A/C.3/72/L.36/Rev.1」，同時提案成員國增加阿根廷、亞美尼亞、巴西、智利、薩爾瓦多、危地馬拉、以色列、黎巴嫩、利比里亞、毛里裘斯、摩洛哥、巴拿馬、斯里蘭卡、多哥以及委內瑞拉玻利瓦爾共和國。

### 審議
第三委員會於2017年11月16日審議早前提交的決議草案，通過「A/C.3/72/L.36/Rev.1」決議草案；之後，阿富汗、安哥拉、奧地利、孟加拉國等共79位成員國加入成為提案國，總共有98位提案成員國。

## 大會全體決議
在2017年12月19日的聯合國大會第七十二屆會議第七十三次全體會議上，表決通過決議草案「A/C.3/72/L.36/Rev.1」並訂立於2018年開始的每年9月23日為「國際手語日」。

## 設立目的
世界聾人聯合會設立「國際手語日」的目的在於保存手語以及聽障人士的權利，而選擇9月23日是因為此日同時是世界聾人聯合會於1951年的成立日。
認識或學習手語可以使聽障人士在學校、醫院以及法院等公眾地方打破交流障礙，並使聽障人士及兒童都能夠利用手語來接受教育；世界各地的聽障人士到訪公眾場合時均會受到障礙，南非一名男子前往醫院檢查HIV時，醫生除了在紙張上寫上呈陽性以及要求他離開外，並沒有得到任何支援；在面臨衝突、失去家園、或其他需人道救援的情況時，聽障人士遇到的障礙將會增加並得不到所需的支援。
而手語亦可以與口語一樣是可以共存，手語可以令聽障人士參與、貢獻社會盡一份力，對聽障人士而言是至關重要。

## 各地活動
世界各地均有「國際手語日」的相關活動，如世界聾人協會亞洲區秘書處聯同日本大使館以及日本財團於2018年9月23日舉行活動推廣手語、澳門聾人協會於2018年9月23日舉行「2018國際聾人週及國際手語日」等，讓更多人認識手語以及聽障人士使用手語的權利。

## 外部連結
- 世界聾人聯合會 （页面存档备份，存于）
- 聯合國 （页面存档备份，存于）
- 聯合國大會 （页面存档备份，存于）
- 「國際手語日」於聯合國的網頁 （页面存档备份，存于）